# جون لويس براون
جون لويس براون (بالفرنسية: John-Lewis Brown)‏ هو رسام فرنسي، ولد في 16 أغسطس 1829 في بوردو في فرنسا، وتوفي في 14 نوفمبر 1890 في باريس في فرنسا.